# Bleomycin
Bleomycin là một loại thuốc dùng để điều trị ung thư. Các dạng ung thư này có thể kể đến ung thư hạch Hodgkin, u lympho không Hodgkin, ung thư tinh hoàn, ung thư buồng trứng và ung thư cổ tử cung cùng với một số những bệnh khác. Chúng thường được sử dụng kết hợp với các loại thuốc ung thư khác. Thuốc này có thể được sử dụng bằng cách tiêm tĩnh mạch, tiêm vào cơ bắp hoặc dưới da. Chúng cũng có thể được đưa vào bên trong ngực để giúp ngăn chặn tái phát tràn dịch màng phổi do ung thư; tuy nhiên talc tốt hơn cho việc này.
Các tác dụng phụ thông thường có thể kể đến như sốt, sụt cân, nôn mửa và phát ban. Một loại sốc phản vệ nghiêm trọng có thể xảy ra. Thuốc cũng có thể gây viêm phổi và có thể dẫn đến sẹo phổi. Chụp X quang ngực mỗi vài tuần được khuyến cáo để kiểm soát hậu quả này này. Bleomycin có thể gây hại cho em bé nếu được sử dụng trong khi mang thai. Người ta cho rằng thuốc chủ yếu có tác dụng bằng cách ngăn chặn quá trình tổng hợp DNA.
Bleomycin được phát hiện vào năm 1962. Nó nằm trong danh sách các thuốc thiết yếu của Tổ chức Y tế Thế giới, tức là nhóm các loại thuốc hiệu quả và an toàn nhất cần thiết trong một hệ thống y tế. Chúng có sẵn như dưới dạng thuốc gốc. Chi phí bán buôn ở các nước đang phát triển là từ 14 USD đến 78 USD một liều. Thuốc được tạo ra từ chủng vi khuẩn Streptomyces verticillus.